# Sun-Ni定理

## 基本描述
Sun-Ni定理中引入了一个函数G(p)表示存储容量受限时工作负载的增加量。那么Sun-Ni的加速比公式可表示为：{\displaystyle S={\frac {W_{s}+(1-f)G(p)W}{W_{s}+(1-f)G(p){\frac {W}{p}}}}}。

## 讨论
在Gustafson定理中，加速比与处理器数几乎呈线性关系，这是Sun-Ni定理中G(p)=p的情况；而如果G(p)=1，则是表明工作量无增加，即Amdahl定理中的情况。

## 参阅
- 并行计算